# 1. Traber FC Mariendorf
Maillots
Dernière mise à jour : 7 mai 2011.
Le 1. FC Traber Mariendorf est un club allemand de football, localisé dans la commune de Mariendorf, dans l’arrondissement de Tempelhof-Schöneberg, à Berlin.

## Localisation

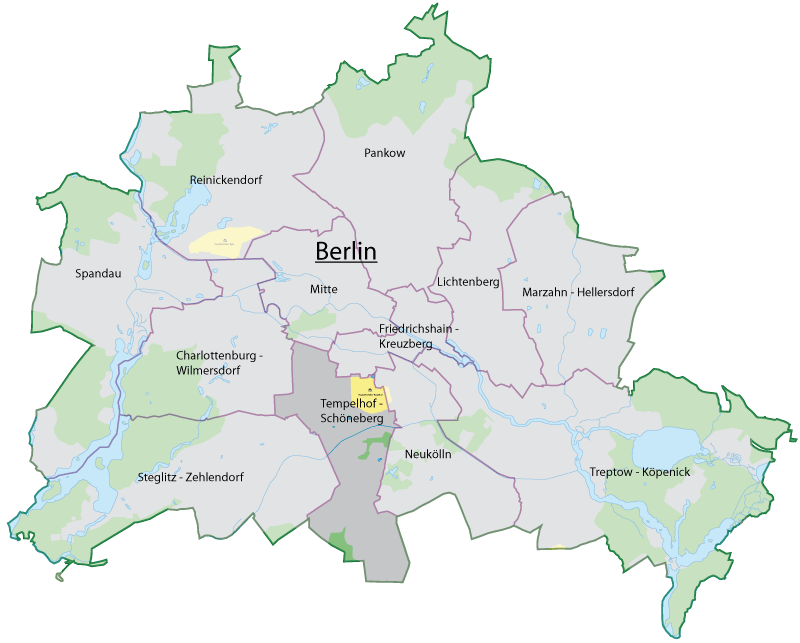
localisation de l'arrondissement de Tempelhof-Schöneberg
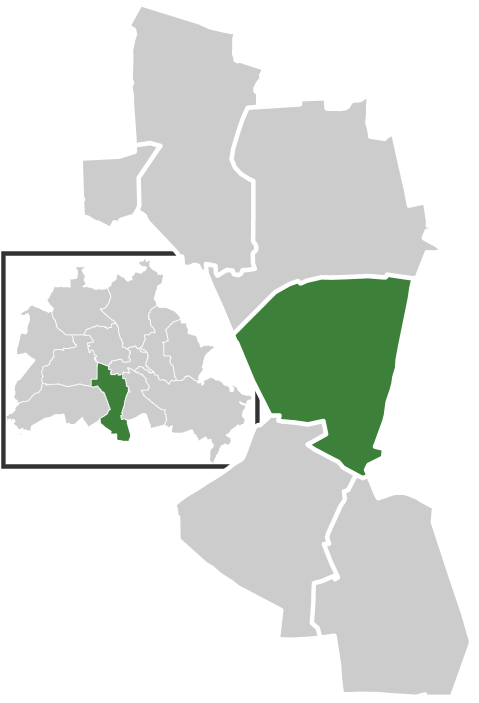
localisation de Mariendorf dans l'arrondissement

## Histoire
Le club fut fondé en 1962. Il grimpa rapidement dans la hiérarchie des ligues berlinoises.
En 1975, il accéda une première fois à l'Oberliga Berlin, une ligue située à cette époque au 3e étage de la pyramide du football ouest-allemand. Cette première expérience tourna court car le cercle redescendit après une saison.
En 1977, le cercle disputa la finale de la "Berliner-Pokal" où il s'inclina (1-2) contre le Hertha Zehlendorf.
En 1979, le 1. Traber FC remonta en Oberliga et y assura son maintien. Il évolua pendant onze championnats consécutifs. En 1986, il temrina vice-champion derrière le SC Charlottenburg. La même année, le club fut vice-champion d'Allemagne Amateur.
En 1990, Traber FC Mariendorf fut relégué au terme de l'avant-dernière saison d'existence de la ligue. Par la suite, le 1. Traber FC termina dernier de la 1. Amateurliga Berlin (encore appelée "Landesliga") en 1990 et descendit en…Landesliga Berlin (niveau 5) - le niveau 4 reçut le nom de "Verbandsliga".
La Landesliga ligue devint le 6e étage de la pyramide du football allemande en 1994. En 2001, le 1. Traber FC fut relégué en Bezirksliga (niveau 7).
En 2006, le club fut champion de sa série en Bezirksliga  et remonta en Landesliga, mais il redescendit après une saison. En 2010, le cercle glissa en Kreisliga A.
En 2010-2011, le 1. Traber FC Mariendorf évolue en Kreisliga A Berlin (Groupe 4), soit au 9e niveau de la hiérarchie de la DFB.

## Palmarès
- Vice-Champion d'Allemagne Amateur: 1986
- Vice-champion de l'Oberliga Berlin (III): 1986.
- Champion de la Bezirksliga Berlin (Groupe 1) (VII): 2006.